# Esmoquin 2
Esmoquin 2. Un año después es una obra de teatro, de Santiago Moncada, estrenada en 2003. Continuación de Esmoquin.

## Argumento
Ha transcurrido un año desde el final de la acción de la obra precedente. Los amigos Arturo- galán irrefrenable - y Víctor se han divorciado de sus respectivas esposas Laura y Marta y comparten piso. Sin embargo, los cuatro vuelven a coincidir en la fiesta del 72 cumpleaños de Arturo, y los malentendidos y enredos se suceden sin parar.

## Estreno
- Teatro Reina Victoria, 2003.
  - Dirección: Arturo Fernández
  - Escenografía: Eduardo de Llano.
  - Intérpretes: Arturo Fernández (Arturo), Amparo Climent (Laura), Fabio León (Víctor), Paula Martel (Marta).